# Ананько, Людмила Аркадьевна
Людми́ла Арка́дьевна Ана́нько (бел. Людміла Аркадзьеўна Ана́нька; род. 19 апреля 1982 года, Новогрудок, Гродненская область) — белорусская биатлонистка, бронзовый призёр чемпионата мира 2005 года в женской эстафете, двукратная чемпионка Европы в эстафете, участница Олимпийских игр 2002 и 2006 годов.

## Достижения

### Чемпионаты мира
- - Бронзовая медаль, эстафета — 2005
  - 4-е место, эстафета — 2003

### Кубок мира
- Сезон 2003/04 — 54-е место в общем зачёте
- Сезон 2004/05 — 59-е место в общем зачёте
- Сезон 2005/06 — 67-е место в общем зачёте
- Сезон 2006/07 — 34-е место в общем зачёте
- Сезон 2007/08 — 66-е место в общем зачёте
- Сезон 2008/09 — 77-е место в общем зачёте
- Сезон 2009/10 — 78-е место в общем зачёте

По окончании сезона 2009—2010 приняла решение о завершении карьеры.

### Олимпийские игры
- Зимние Олимпийские игры 2002
  - Индивидуальная гонка 15 км — не финишировала
- Зимние Олимпийские игры 2006
  - Эстафета 4x6 км — 4 место
  - Спринт 7,5 км — 42 место
  - Гонка преследования 10 км — выбыла

## Награды и звания
- Имя занесено в Книгу Славы Новогрудского района (2015)[2].